# Raitenbuch
Raitenbuch – miejscowość i gmina w Niemczech, w kraju związkowym Bawaria, w rejencji Środkowa Frankonia, w powiecie Weißenburg-Gunzenhausen, wchodzi w skład wspólnoty administracyjnej Nennslingen. Leży w Jurze Frankońskiej, około 12 km na wschód od Weißenburg in Bayern.

## Dzielnice
W skład gminy wchodzą następujące dzielnice: Bechthal, Raitenbuch, Stankt Egidi, Reuth am Wald.

## Demografia
| Rok  | Liczba mieszk. |
| ---- | -------------- |
| 1970 | 972            |
| 1987 | 1 011          |
| 2000 | 1 168          |
| 2013 | 1 176          |

## Oświata
(na 1999)

W gminie znajduje się 75 miejsc przedszkolnych (63 dzieci).